# Agapito Mba Mokuy
Agapito Mba Mokuy, né le 10 mars 1965 à Bidjabidjan (à une vingtaine de kilomètres d'Ebebiyin, ville-frontière au nord-est de la Guinée équatoriale), est un homme politique équatoguinéen, membre du parti démocratique de Guinée équatoriale (PDGE) et ancien fonctionnaire de l'Organisation des Nations Unies pour l'éducation, la science et la culture (UNESCO). Il est ministre des Affaires étrangères et de la Coopération internationale de 2012 à 2018.

## Formation
Agapito Mba Mokuy est titulaire d'un master en business administration obtenu à l'université de Bangkok [Laquelle ?] (Thaïlande) avec pour thème : "Stratégies visant à améliorer la production de cacao : cas de la Guinée Equatoriale", d'une licence en économie agricole de l'université d'État de Louisiane (USA), et d'un certificat double compétence en management et communication pour le développement du Management and development Institute de San Diego en Californie (USA). Polyglotte, il parle couramment l'espagnol, le français, l'anglais, le portugais et le fang.

## Carrière professionnelle
Agapito Mba Mokuy a été consultant au Programme des Nations Unies pour le Développement (PNUD) sur les questions économiques en 1991 à la Représentation de Malabo et le chef de service administration et finances de la société nationale d'électricité de Guinée Equatoriale (SEGESA).
Il a ensuite travaillé pendant près de 20 ans à l'Organisation des Nations unies pour l'éducation, la science et la culture (UNESCO). Il débute dans l'Organisation au Bureau régional pour l'éducation en Asie et dans le Pacifique à Bangkok, Bureau multipays selon le jargon des Nations unies et le plus grand de l'Organisation, car il couvre plusieurs pays d'Asie du Sud-Est : la Thaïlande, la Birmanie, le Laos, Singapour, le Vietnam et le Cambodge. Il a été tour à tour administrateur du secteur des sciences sociales et humaines, secrétaire de la Commission administration et finances du conseil exécutif et de la conférence générale de l'UNESCO entre autres. Il gravit tous les échelons de l'Organisation, la plus haute promotion s'acquérant par mérite.

## Carrière politique
Membre du bureau politique du parti démocratique de Guinée équatoriale (PDGE) depuis 2010, Agapito Mba Mokuy est conseiller du parti en matière de politique internationale et membre du comité de suivi de Kié-Ntem, sa province d'origine.
Rappelé au pays en 2010, il est nommé conseiller du chef de l'État pour les Affaires africaines et joue un rôle très actif lors de la présidence de l'Union africaine assurée par la Guinée équatoriale de janvier 2011 à janvier 2012. En 2012, il remplace Pastor Micha Ondo Bile au portefeuille des Affaires étrangères et de la Coopération internationale et reconduit dans l'équipe gouvernementale d'avril 2015. À ce titre, il est président du comité d'organisation de tous les sommets de grande envergure que la Guinée équatoriale abrite depuis sa nomination, dont les plus importants sont le sommet des chefs d'État et de gouvernement de l'Union Africaine de 2014, le sommet des Pays d'Afrique, Caraïbes et Pacifique (ACP), le sommet des pays de l'Afrique et d'Amérique du Sud (ASA) en 2013 et la Conférence internationale sur la fièvre hémorragique à virus Ebola en 2015.
Le principal fait d'armes d'Agapito Mba Mokuy est la validation du Prix international UNESCO Guinée équatoriale pour la recherche en science de la vie le 8 mars 2012, seul prix Unesco doté par un pays africain. À cette époque, outre son portefeuille de ministre des Affaires étrangères, il officie aussi comme conseiller du président de la République, responsable de la gestion du Prix UNESCO pour la Guinée équatoriale. Dans l'édition du Monde du 13 juillet 2012, mois de la remise du Prix, il a souhaité que « les prix reflètent les valeurs universelles portées par cet organisme ».
C'est également sous sa houlette que la Guinée équatoriale adhère à la Communauté des pays de langue portugaise (CPLP) en 2014 à Dili (Timor oriental), après six ans de négociations bloquées.
En 2016, Agapito Mba Mokuy est candidat à la présidence de la Commission de l'Union africaine.